# POLR2L
As subunidades RPABC5 das polimerases I, II e III do RNA dirigidas pelo DNA são proteínas que, em humanos, são codificadas pelo gene POLR2L.

## Função
Este gene codifica uma subunidade da polimerase II do RNA, a polimerase responsável pela síntese do RNA mensageiro em eucariotos. O produto deste gene contém quatro cisteínas conservadas características de um domínio atípico de ligação ao zinco. Como sua contraparte na levedura, esta subunidade pode ser compartilhada pelas outras duas polimerases do RNA dirigidas pelo DNA.

## Interações
Foi demonstrado que POLR2L interage com POLR2C, POLR2A, POLR2B e POLR2E.